# Mosè in Egitto
Mosè in Egitto (deutsch: Moses in Ägypten) ist eine Oper (italienische Originalbezeichnung: „azione tragico-sacra“) in drei Akten von Gioachino Rossini. Das Libretto schrieb Andrea Leone Tottola. 1827 überarbeitete Rossini das Werk als französische Grand opéra mit dem Titel Moïse et Pharaon.

## Handlung
Die Oper behandelt die biblische Erzählung vom Auszug des israelitischen Volkes aus Ägypten, versehen mit einer Liebesgeschichte zwischen Osiride, dem Sohn des hier Faraone genannten Pharaos, und der Israelitin Elcìa. Um Elcìa nicht zu verlieren, will Osiride den Auszug verhindern. Zu Beginn der Oper herrscht – eine der zehn Plagen – völlige Dunkelheit, die sich nach Mosès Gebet aufhellt. Faraone gestattet den Israeliten die Ausreise, widerruft die Erlaubnis auf Drängen seines Sohnes aber kurz darauf. Mit Blitz und Hagel treffen weitere Plagen das Land. Faraone erlaubt den Auszug wieder. Osiride flieht mit Elcìa, damit diese nicht mit ihrem Volk ziehen muss. Sie werden von seiner Mutter Amaltea und Aronne (Mosès Bruder Aaron) aufgespürt und voneinander getrennt. Erneut verbietet Faraone unter einem Vorwand die Abreise der Israeliten. Mosè prophezeit darauf den Tod der Erstgeborenen Ägyptens. Faraone lässt ihn festnehmen und ernennt Osiride zu seinem Mitregenten. Bei der Zeremonie demütigt Osiride Mosè. Elcìa bekennt öffentlich ihre Beziehung zu Osiride und fordert ihn auf, die Israeliten ziehen zu lassen. Als Osiride ihr die Bitte abschlägt und mit dem Schwert auf Mosè losgeht, wird er vom Blitz erschlagen. Die Israeliten können endlich abreisen. Am Roten Meer teilt sich das Wasser für sie und schlägt dann über dem nachfolgenden Pharao zusammen.
Die folgende Inhaltsangabe basiert auf der neapolitanischen Fassung von 1819.

### Erster Akt

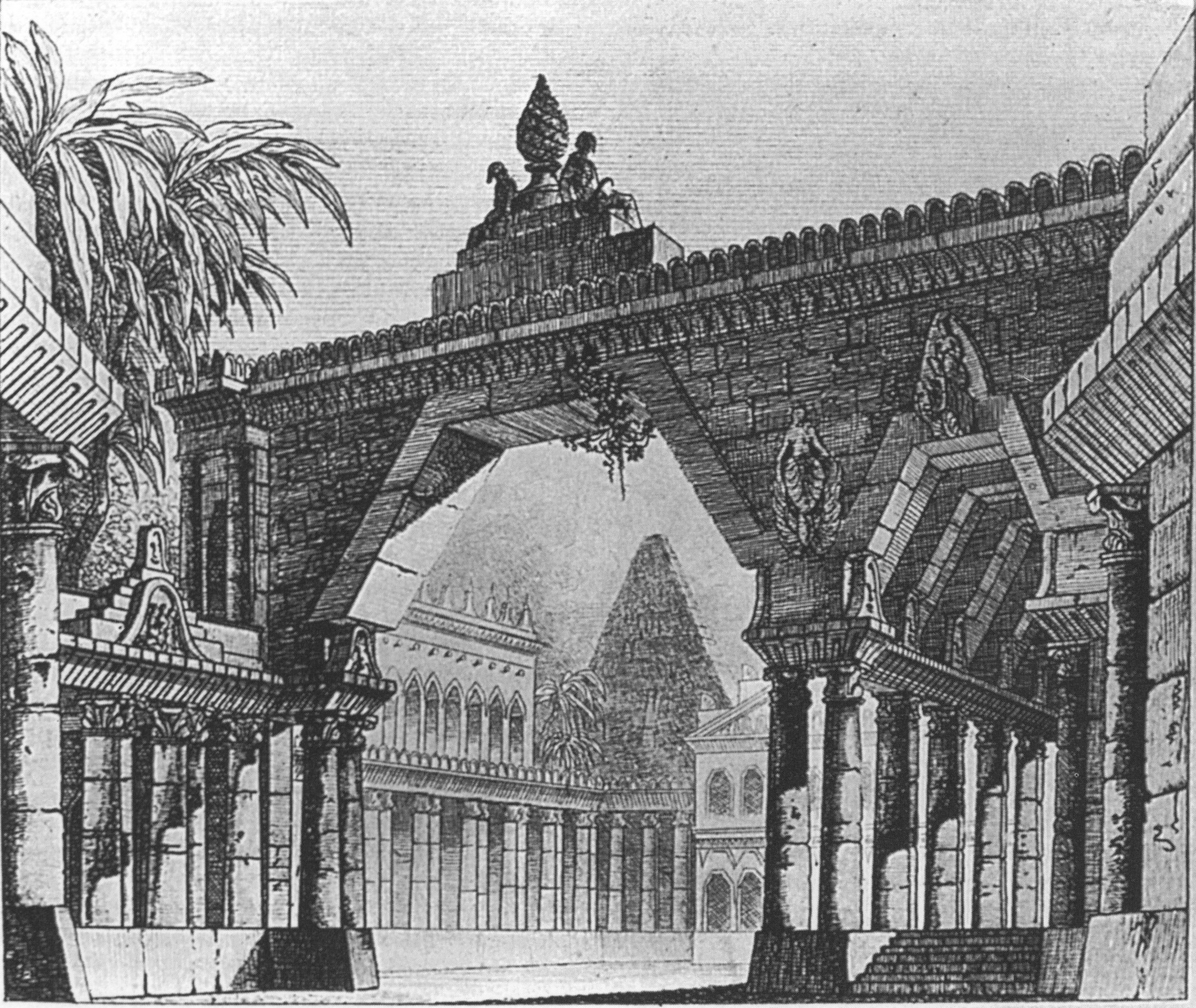
Antonio de Pian: Bühnenbildentwurf des ersten Akts, Kupferstich von Norbert Bittner, Theater am Kärntnertor Wien 1824

Königlicher Palast in völliger Finsternis
Szene 1. Faraone, seine Frau Amaltea, ihr Sohn Osiride und der Hofstaat sind zutiefst bestürzt über die über das Land hereingebrochene Dunkelheit (Introduktion: „Ah! Chi ne aita? Oh ciel!“). Faraone, der den Hebräern bislang die Freiheit verweigert hat, fühlt sich schuldig an diesem Unheil. Er lässt Mosè rufen, um seinem Volk den Auszug nun doch zu gestatten. Osiride ist besorgt, denn er ist heimlich mit der Hebräerin Elcìa vermählt und will sie nicht verlieren.
Szene 2. Als Mosè und sein Bruder Aronne erscheinen, schwört Faraone ihm, sein Volk ziehen zu lassen, wenn er die Finsternis beendet. Mosè preist Gott und bewegt seinen Stab (Szene: „Eterno! Immenso! Incomprensibil dio!“). Sofort wird wieder heller Tag. Faraone, Amaltea und Osiride geben ihrer Freude und ihrem Erstaunen Ausdruck, während Mosè und Aronne die Macht des Herrn rühmen (Quintett: „Qual portento è questo!“). Faraone bestätigt, dass die Hebräer noch vor Mittag abziehen dürfen. Osirides zaghafter Einwand wird ignoriert. Alle entfernen sich jubelnd. Nur Osiride bleibt schwermütig zurück.
Szene 3. Osiride fordert den Priester Mambre auf, unter dem Volk Zwietracht zu säen. Alle sollen erkennen, was sie verlieren, wenn die Israeliten das Land verlassen. Mambre übernimmt diese Aufgabe nur zu gern. Mosè ist ihm schon lange ein Dorn im Auge. Er versichert Osiride, dass Mosè vor seiner Macht zittern werde. Auch er habe einst einen Stab in eine Schlange und einen Fluss in Blut verwandelt.
Szene 4. Elcìa ist dem wachsamen Auge Mosès entkommen, um sich vor dem Aufbruch ihres Volks von Osiride zu verabschieden. Er fleht sie vergeblich an, bei ihm zu bleiben (Duett: „Ah se puoi così lasciarmi“). Als in der Ferne Trompetenschall ertönt, reißt sie sich von ihm los.
Szene 5. Amaltea fragt Mambre nach dem Aufenthaltsort Faraones. Das Volk suche nach ihm, weil er sein Wort gebrochen habe und die Hebräer nun doch nicht ziehen lassen wolle. Nun fürchte man erneut den Zorn ihres Gottes. Amaltea vermutet, dass Osiride seinen Vater beeinflusst hat. Faraone und Osiride treten hinzu. Faraone hat ihre letzten Worte gehört. Er erklärt ihr, dass Osiride ihn davor bewahrt habe, dem Zaubertrug der Hebräer anheimzufallen. Mosès wahre Absicht sei es, zusammen mit den an der Grenze wartenden Midianitern das Land zu verwüsten. Die göttlichen Strafen seien lediglich Blendwerk gewesen. Er trägt Mambre und Osiride auf, Mosè mitzuteilen, dass er mit dem Tode bestraft werde, wenn er das Land verlasse. Osiride ist erleichtert über diese Wendung. Amaltea dagegen rät ihrem Gatten, seine Entscheidung noch einmal zu überdenken. Faraone bekräftigt seinen Entschluss (Arie: „A rispettarmi apprenda“).
Weite Ebene vor den Stadtmauern von Tani
Szene 6. Aronne, seine Schwester Amenofi und die anderen Israeliten haben sich zum Auszug aus Ägypten versammelt und singen eine Hymne zum Lob Gottes (Inno: „All’etra, al ciel“).
Szene 7. Elcìa klagt Amenofi ihr Leid über den bevorstehenden Abschied von Osiride (Duett: „Tutto mi ride intorno!“). Mosè, Osiride und Mambre mit ihrem Gefolge erscheinen. Osiride erzählt Mosè vom Meinungsumschwung Faraones (Finale: „Che narri? / Il ver / M’inganni“). Die Hebräer sind empört über diesen Wortbruch. Mosè prophezeit die nächsten Plagen: Hagel und Feuer werden das ägyptische Land verheeren. Osiride fasst das als Drohung auf und befiehlt, Mosè festzunehmen. Der Konflikt weitet sich aus, als die Hebräer versuchen, Mosè zu verteidigen.
Szene 8. Faraone tritt mit seinen Wachen zwischen die Streitenden und gebietet Einhalt. Mosè stellt ihn wegen seines Wortbruchs zur Rede. Faraone aber bekräftigt seine Entscheidung und fordert Respekt von seinen Sklaven. Mosè schüttelt seinen Stab, worauf ein heftiges Unwetter mit Donner, Blitz und Hagel ausbricht – ein Zeichen von Gottes Gericht. Alle geraten vor Entsetzen in größte Verwirrung.

### Zweiter Akt
Königliche Gemächer
Szene 1. Faraone übergibt Aronne ein Schreiben, mit dem er den Israeliten wieder die Ausreise gestattet. Anschließend teilt er seinem Sohn Osiride mit, dass die armenische Königstochter in die Hochzeit mit ihm eingewilligt habe. Osiride ist entsetzt. Er weiß nicht, wie er seinem Vater seine Liebe zu Elcìa offenbaren soll. Als Faraone ihn nach dem Grund für seinen Kummer fragt, antwortet er lediglich mit dunklen Anspielungen (Duett: „Parlar, spiegar non posso“).
Szene 2. Mosè dankt Königin Amaltea für ihre Unterstützung. Amaltea hofft, dass Faraone seine Meinung nicht noch einmal ändern werde. Als Mosè ihn mit einem vom Wind bewegten Schilfrohr vergleicht, rät sie ihm, mit seinem Volk schnellstens aufzubrechen. Sie selbst wird von Kummer geplagt, deren Ursache ihr nicht klar ist. Die Israeliten trösten sie damit, dass der Himmel versöhnt sei (Arie mit Chor: „La pace mia smarrita“). Nachdem sie sich entfernt hat, berichtet Aronne seinem Bruder von einem neuen Unglück: Osiride habe Elcìa fortgeführt, um sie zu verstecken. Einer ihrer Leute sei den beiden auf der Spur. Mosè bittet ihn, die Königin davon zu unterrichten, um die Flucht zu verhindern.
Dunkle unterirdische Halle mit einer Wendeltreppe
Szene 3. Osiride führt die zitternde Elcìa die Treppe hinab. Sie fürchtet sich und folgt ihm nur widerwillig, da sie dem Willen Gottes gehorchen will (Duett: „Dove mi guidi? Il mio timor dilegua“). Osiride erzählt ihr von seiner geplanten Heirat mit der armenischen Prinzessin. Er beabsichtigt, in der folgenden Nacht mit ihr in ein anderes Land zu fliehen, wo sie in Armut leben können. Elcìa versucht, sich Mut zuzusprechen („Quale assalto, qual cimento“). Von oben ertönt Lärm. Dann erscheinen Amaltea und Aronne, begleitet von ägyptischen Garden mit Fackeln. Sie machen dem Paar Vorwürfe. Osiride besteht auf seinem Recht auf die Geliebte, während Elcìa versichert, nur aus unglücklicher Liebe gehandelt zu haben (Quartett: „Ah mira? / Oh ciel“ – „Mi manca la voce“). Osiride ist bereit, für Elcìa auf sein Thronerbe zu verzichten. Sie aber will das nicht zulassen und eher ihrer Liebe entsagen. Aronne führt Elcìa fort, während Amaltea den Prinzen zurückhält.
(Palast)
Szene 4. Faraone hat einen neuen Vorwand gefunden, die Israeliten im Lande zu behalten: Die Moabiter haben sich mit den Philistern verbündet und drohen, Ägypten zu überfallen. Ein Auszug sei jetzt zu gefährlich. Mosè verweist auf die Macht Gottes, der eine neue Plage verhängen werde, in der der Prinz und alle Erstgeborenen umkommen werden. Zornig lässt Faraone ihn in Ketten legen und abführen. Mosè vertraut auf Gott, der ihn rächen werde (Arie: „Tu di ceppi mi aggravi la mano?“).
Szene 5. Faraone erzählt Mambre von der neuen Prophezeiung Mosès. Er beschließt, dass Osiride selbst ihn an seiner Seite zum Tode verurteilen soll. Faraone fordert Mambre auf, die Edelleute zusammenzurufen. Amaltea erscheint und versucht, ihn von der misslungenen Flucht ihres Sohnes zu unterrichten. Faraone will davon nichts hören. Er vertraut Osiride vollkommen.
Szene 6. Die Edelleute treten zu den Klängen eines Marsches ein, gefolgt von den königlichen Garden. Faraone und Osiride begeben sich auf den Thron. Mambre führt den gefesselten Mosè herein. Es folgen Aronne und die zutiefst verstörte Elcìa in Begleitung von Amenofi und anderen israelitischen Mädchen (Chor: „Se a mitigar tue cure“). Nach einem Eingangschor der Edelleute verkündet Faraone, dass von nun an sein Sohn gemeinsam mit ihm herrschen werde. Osiride betet zum Himmel, dass er dem Vorbild seines Vaters folgen werde. Insgeheim hofft er darauf, Elcìa nicht zu verlieren. Faraone lässt Mosè vortreten. Osiride fordert ihn auf, sich vor ihm niederzuwerfen. Mosè ist bereit, ihn als König anzuerkennen, verweist aber erneut auf das Wort Gottes, der die Freiheit Israels fordere. Aronne ist verwundert, dass die Königin zu dieser Erniedrigung Mosès schweigt. Elcìa aber schreitet ein. Sie offenbart ihre Liebe zu Osiride und ihre bisher geheimgehaltene Ehe mit ihm und fordert ihn auf, Mosè frei und sein Volk ziehen zu lassen. Anschließend wolle sie sterben, um für ihren Fehler zu büßen. Osiride solle dann eine Königstochter heiraten (Finale: „Porgi la destra amata“). Osiride versichert ihr, dass er nur sie allein liebe. Als die Ägypter ihn auffordern, seine Pflicht zu tun, zieht er das Schwert und geht damit auf Mosè los. In diesem Moment wird er von einem Blitz getroffen und stürzt tot zu Boden. Während alle darüber staunen, schreitet der Vertilgungsengel durch den Palast. Faraone sinkt ohnmächtig auf den Leichnam des Prinzen nieder. Elcìa betrauert schmerzerfüllt ihren Geliebten und sehnt sich selbst nach dem Tod.

### Dritter Akt
Ebene am Ufer des Roten Meeres
Szene 1. Zu den Klängen fröhlicher Musik ziehen Mosè und Aronne an der Spitze ihres Volkes herein. Amenofi unterstützt die trauernde Elcìa. Mosè erklärt, dass das Volk jetzt in Sicherheit sei. Amenofi und Elcìa verzweifeln, weil sie keinen Weg über das Meer sehen. Mosè und Aronne dagegen vertrauen auf die Führung des Herrn. Mosè kniet nieder, um ein Gebet zu sprechen. Die anderen tun es ihm gleich (Preghiera: „Dal tuo stellato soglio“). Von Ferne ist Kriegslärm zu hören. Faraone und das ägyptische Heer nähern sich über die Hügel. Das Volk erschreckt (Schlusschor: „Ma qual fragor! / Che miro!“). Mosè berührt das Meer mit seinem Stab. Es teilt sich und gibt einen Weg frei. Das Volk zieht hindurch und setzt am anderen Ufer seinen Weg fort.
Szene 2. Faraone, Mambre und die anderen Ägypter sind beim Anblick des göttlichen Wunders zunächst erstaunt stehen geblieben. Faraone befiehlt, den Israeliten durch das Meer zu folgen. Sie treten zwischen die Wassermauern, worauf die Fluten über ihnen zusammenschlagen.

## Gestaltung

### Instrumentation
Die Orchesterbesetzung der Oper enthält die folgenden Instrumente:
- Zwei Flöten / zwei Piccoloflöten, zwei Oboen, zwei Klarinetten, zwei Fagotte
- Vier Hörner, zwei Trompeten, drei Posaunen, Serpent
- Pauken, Große Trommel, Becken, Triangel
- „Banda turca“
- Harfe
- Streicher
- Auf der Bühne: Piccolo, Es-Klarinette („Quartino“), vier Klarinetten, zwei Hörner, vier Trompeten, zwei Posaunen, Serpent, Große Trommel

### Musiknummern
Die Oper enthält die folgenden Musiknummern:
Erster Akt
- Nr. 1. Introduktion (Chor, Faraone, Amaltea): „Ah! Chi ne aita? Oh ciel!“ (Szene 1)
- Nr. 2. Szene (Mosè): „Eterno! Immenso! Incomprensibil dio!“ (Szene 2)
  - Quintett (Faraone, Amaltea, Osiride, Aronne, Mosè, Chor): „Qual portento è questo!“ (Szene 2)
- Nr. 3. Duett (Osiride, Elcìa): „Ah se puoi così lasciarmi“ (Szene 4)
- Nr. 4. Arie (Faraone): „A rispettarmi apprenda“ (Szene 5)
- Nr. 5. Inno/Hymne mit Chören (Aronne, Amenofi, Männer- und Frauenchor): „All’etra, al ciel“ (Szene 6)
- Nr. 6. Duett (Elcìa, Amenofi): „Tutto mi ride intorno!“ (Szene 7)
- Nr. 7. Finale: „Che narri? / Il ver / M’inganni“ (Szene 7)

Zweiter Akt
- Nr. 8. Duett (Osiride, Faraone): „Parlar, spiegar non posso“ (Szene 1)
- Nr. 9. Arie mit Chor (Amaltea): „La pace mia smarrita“ (Szene 2)
- Nr. 10. Duett (Elcìa, Osiride): „Dove mi guidi? Il mio timor dilegua“ –  „Quale assalto, qual cimento“ (Szene 3)
  - Quartett (Elcìa, Osiride, Amaltea, Aronne): „Ah mira? / Oh ciel“ (Szene 3)
- Nr. 11. Quartett (Amaltea, Elcìa, Osiride, Aronne): „Mi manca la voce“ (Szene 3)
- Nr. 12. Arie (Mosè): „Tu di ceppi mi aggravi la mano?“ (Szene 4)
- Nr. 13. Chor: „Se a mitigar tue cure“ (Szene 6)
- Nr. 14. Finale: „Porgi la destra amata“ (Szene 6)

Dritter Akt
- Nr. 15. Preghiera – Gebet (Mosè, Amenofi, Aronne, Elcìa, Frauen- und Männerchor): „Dal tuo stellato soglio“ (Szene 1)
- Nr. 16. Schlusschor: „Ma qual fragor! / Che miro!“ (Szene 1)

### Musik
In der Originalfassung besitzt Mosè in Egitto keine Ouvertüre. Die Oper beginnt direkt mit der effektvollen Darstellung der Finsternis-Plage. Nach drei C-Dur-Klängen erfolgt ein schwerer Übergang zu einer unter den Entsetzensrufen der Ägypter aufsteigenden Sechzehntel-Figur in c-Moll („Ah! Chi ne aita? Oh ciel!“). Die folgende von Trompeten, Hörnern und Holzbläsern begleitete Eingangsszene Mosès („Eterno! Immenso! Incomprensibil dio!“, erster Akt, Szene 2) erinnert an das Tuba mirum aus Mozarts Requiem. Die anschließende Rückkehr des Lichts wird durch die Tonart C-Dur abgebildet – möglicherweise eine Anspielung an Haydns Schöpfung. Der harmonische Übergang von Moll nach Dur wiederholt sich am Ende der Oper, als die Ägypter von den Fluten verschlungen werden und sich das Meer wieder beruhigt.
Einen großen Teil ihrer Wirkung erzielt die Oper durch die Wechselwirkung zwischen den großen Chorszenen und den emotionsgeladenen Solostücken. Während die biblische Handlung in den Chor- und Ensemblestücken dargestellt wird, werden private Konflikte hauptsächlich in Duetten und Arien verarbeitet. In jedem der drei Akte gibt es einen langen Ensemble-Satz in Strophenform oder einer Näherung derselben. Im ersten Akt ist das die Reaktion des Volkes auf die Rückkehr des Lichts („Qual portento è questo!“), im zweiten die Aufdeckung des Liebesverhältnisses zwischen Elcìa und Osiride („Mi manca la voce“) und im dritten das Gebet der Israeliten vor dem Durchzug durch das Rote Meer (Preghiera „Dal tuo stellato soglio“). Letzteres ist wohl das bekannteste Stück der Oper. Mosè, Aronne und Elcìa singen zur Harfenbegleitung jeweils eine Strophe, deren Refrain vom Volk wiederholt wird. Nach der dritten Strophe erfolgt der bereits erwähnte zweite Tonart-Wechsel von Moll nach Dur. Das Flehen der Israeliten verwandelt sich in Hoffnung – analog zum Ende der Finsternis zu Beginn der Oper. Die Tutti-Stellen werden durch eine Bühnenmusik („Banda“) verstärkt, für die Rossini alle Stimmen selbst auskomponierte – in anderen Opern notierte er lediglich die Oberstimme der Banda. Die Oper endet mit einer instrumentalen Darstellung der Meeresstille.
Richard Osborne hebt auch die große Zahl der Duette der Originalfassung hervor, als deren schönstes er die Nachtszene der Liebenden nennt („Quale assalto, qual cimento“, zweiter Akt, Szene drei), in der Elcìas „schön strömende Linie“ von einem Parlando Osirides erwidert wird.:238

## Werkgeschichte

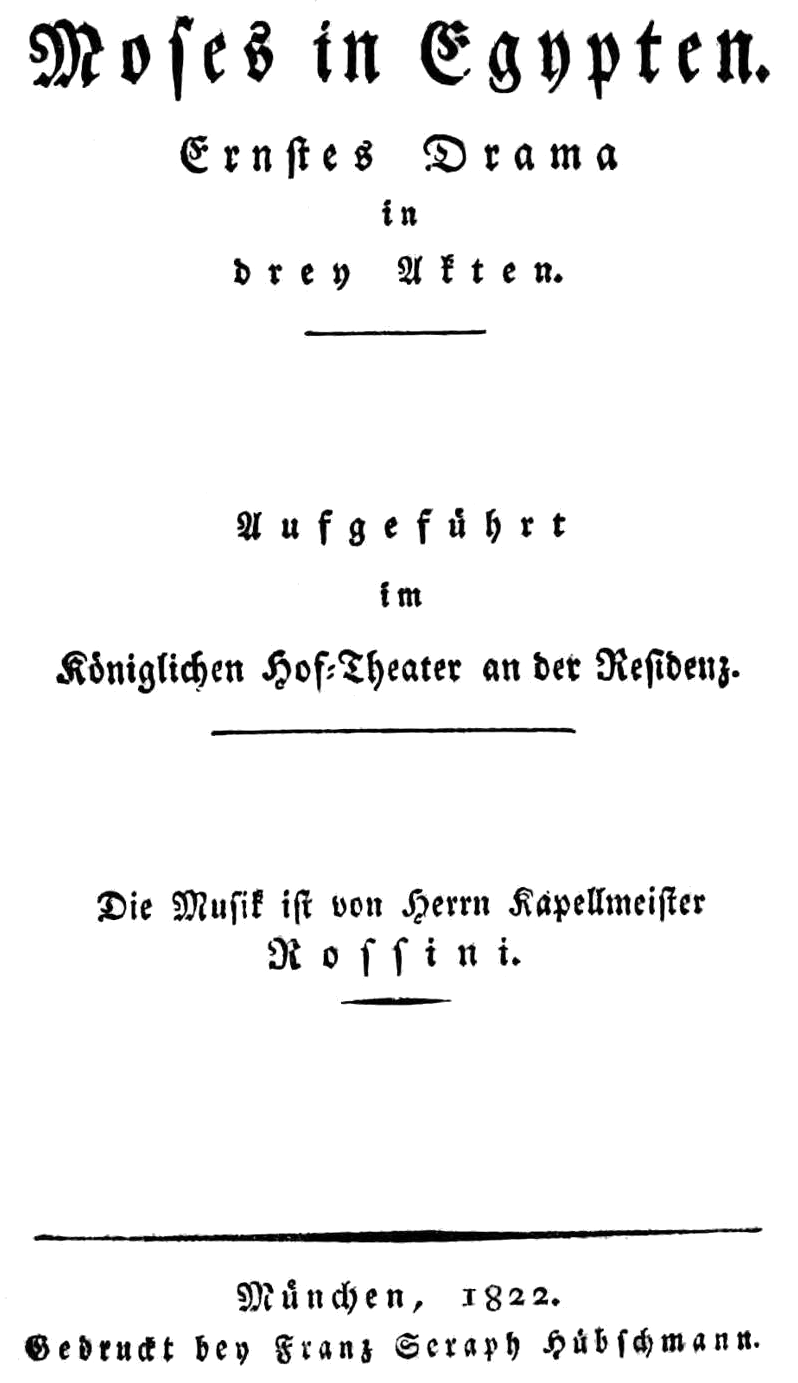
Titelblatt des Librettos, München 1822

Die Oper wurde für die Passionszeit 1818 komponiert und verwendet deshalb ein biblisches Thema. Aus diesem Grund lautet die originale Gattungsbezeichnung auch „azione sacra“, und die Oper wurde oft als Oratorium bezeichnet. Stilistisch ist sie jedoch eine typische große dreiaktige Oper.:101
Das Libretto stammte von Andrea Leone Tottola. Es basiert auf der Geschichte vom Auszug des israelitischen Volkes aus Ägypten im Alten Testament der Bibel sowie auf Francesco Ringhieris 1760 in Padua erschienener Tragödie L’Osiride, der die eingewobene Liebesgeschichte entnommen wurde.:54
Aus Zeitgründen bat Rossini den befreundeten Komponisten Michele Carafa um Hilfe, der die Arie des Faraone „A rispettarmi apprenda“ beisteuerte. Rossini ersetzte sie 1820 durch die eigene Arie „Cade dal ciglio il velo“. Dennoch wurde im 19. Jahrhundert meist Carafas Version gespielt. Außerdem stammen vermutlich fünf Rezitative aus der Feder Carafas. Die Arie des Mosè „Tu di ceppi mi aggravi la mano“ steuerte ein unbekannter Mitarbeiter Rossinis bei. Die Arie der Amaltea „La pace mia smarrita“ basiert auf der Arie der Amira „Vorrei veder lo sposo“ aus Rossinis eigenem Ciro in Babilonia,:109 und der Chor „Se a mitigar tue cure“ (zweiter Akt, Szene 6) stammt aus Adelaide di Borgogna.:84 Herbert Weinstock zufolge handelt es sich beim Mosè dennoch um „eine der größten und am sorgfältigsten vorbereiteten Partituren […], die er bisher geschrieben hatte“. Rossini beendete die Komposition um den 25. Februar 1818.:101
Bei der Uraufführung am 5. März 1818 im Teatro San Carlo in Neapel sangen die Sopranistinnen Frederike Funck (Amaltea) und Isabella Colbran (Elcìa), die Mezzosopranistin Maria Manzi (Amenofi), die Tenöre Andrea Nozzari (Osiride), Gaetano Chizzola (Mambre) und Giuseppe Ciccimarra (Aronne) sowie die Bässe Raniero Remorini (Faraone) und Michele Benedetti (Mosè). Das Bühnenbild stammte von Francesco Tortoli und die Kostüme von Filippo Giovinetti und Tommaso Novi. Die Aufführung war ein gewaltiger Erfolg, obwohl die Szene am Roten Meer wegen der misslungenen technischen Ausführung zu Heiterkeit führte:

“In the third act, the poet Tottola had sadly perplexed the machinists of the theatre by the introduction of the passage of the Red Sea; he did not reflect that the execution of this part of history was not so easy as the plague of darkness. From the situation of the pit, it is impossible to give a view of the sea except in the distance : in the present instance, it was absolutely necessary that it should appear more in the fore-ground, in order to represent the passage of the Israelites with effect. The machinist of San-Carlo, in attempting to resolve this important problem, had fallen most woefully into the ludicrous. The pit beheld the sea raised five or six feet above its banks, and the boxes, overlooking the waves, saw the little lazzaroni whose business it was to roll back wards the silken waves at the voice of Moses. The whole house burst into laughter, but they were good-natured in their merriment ; they would not be angry; and repressed those hisses which an audience of our own would not have failed to pour forth without mercy. They were willing to overlook this absurdity at the end of the piece, and did nothing but talk of the beauty of the Introduzione.”

„Im dritten Akt hatte der Dichter Tottola die Maschinisten des Theaters durch die Einführung des Durchzugs durch das Rote Meer leider verwirrt; er hatte nicht daran gedacht, dass die Ausführung dieses Teils der Geschichte nicht so einfach war wie die Plage der Finsternis. Von der Lage des Parketts ist es unmöglich, das Meer anders als in der Ferne zu sehen: In diesem Fall musste es notwendigerweise mehr im Vordergrund erscheinen, um den Durchzug der Israeliten effektvoll darzustellen. Der Maschinist des San Carlo fiel bei seinem Versuch, dieses wichtige Problem zu lösen, beklagenswerterweise ins Lächerliche. Das Parkett sah das Meer fünf oder sechs Fuß über seine Ufer erhoben, und beim Blick von den Logen auf die Wellen sah man die Hilfsarbeiter, deren Aufgabe darin bestand, die seidenen Wellen zu den Worten Moses zurückzurollen. Das ganze Haus brach in Lachen aus, aber sie zeigten in ihrer Heiterkeit guten Willen; sie wurden nicht ärgerlich und unterdrückten solche Pfiffe, die unser eigenes Publikum ohne Zweifel gnadenlos vorgebracht hätte. Sie waren bereit, diese Absurdität am Ende des Stückes zu übersehen und sprachen nur über die Schönheit der Einleitung.“

Den dritten Akt überarbeitete Rossini für eine Folgeaufführung im März 1819, da die Erstfassung dieses Akts bei der Premiere 1818 im Gegensatz zum gesamten Rest der Oper kritisch beurteilt worden war. Die Musik der Erstfassung ist nicht erhalten. Lediglich der Text findet sich noch im Libretto von 1818. In der Neufassung geht das persönliche Schicksal Elcìas im kollektiven Schicksal ihres Volkes auf.:90 Rossini ergänzte die Preghiera „Dal tuo stellato soglio“. Über deren Entstehung ranken sich einige widersprüchliche Legenden. Edmond Michotte zufolge habe Rossini die Musik komponiert, ohne den Text zu kennen und Tottola anschließend das Taktmaß und die Anzahl der Verse genannt. Stendhal schrieb, dass Tottola unerwartet bei Rossini auftauchte und ihm von dem Text erzählte, der ihn eine ganze Stunde beschäftigt habe. Rossini habe entgegnet: „Eine Stunde Arbeit, was? … Nun, wenn Sie eine Stunde für das Schreiben dieses Gebets brauchten, sollte ich die Musik in einer Viertelstunde schreiben können.“ Dies habe er dann getan, während sich seine Freunde laut unterhielten.:108f Richard Osborne bezeichnete diese Erzählung allerdings als „eine von Stendhals frevelhaften Erfindungen“.:55 Eine weitere Anekdote berichtet Louis Engel. Demzufolge erzählte Rossini ihm, dass der Tonartwechsel von g-Moll nach G-Dur in der Preghiera auf einem Klecks beruhte, der entstand, als er die Feder versehentlich in die Medizinflasche statt in die Tinte tauchte.:108f In der überarbeiteten Fassung strich Rossini die Arie der Amaltea „La pace mia smarrita“ im zweiten Akt „zu Gunsten der Kürze“. Der eigentliche Grund dürfte aber gewesen sein, dass die Rolle der Amaltea nicht mehr von Frederike Funck, sondern von Maria Manzi gesungen wurde, die damit möglicherweise überfordert war.
Die Oper verbreitete sich schnell in Italien. In deutscher Sprache gab es Aufführungen in Budapest (1820) und in Wien (1821). Die deutsche Erstaufführung fand 1822 in Frankfurt am Main statt. In Paris wurde das Werk ebenfalls 1822 in italienischer Sprache am Théâtre-Italien gegeben.:432 In London erschien die Oper nach einer konzertanten Aufführung als Oratorium am 30. Januar 1822 am Covent Garden:83 in der Spielzeit 1822/23 am King’s Theatre – da in dieser Spielzeit in England biblische Themen auf der Bühne verboten waren, überarbeitet unter dem Titel Peter the Hermit bzw. Pietro l’eremita.
1827 arbeitete Rossini das Werk für die Pariser Oper in eine vieraktige französische Grand opéra mit dem Titel Moïse et Pharaon, ou Le Passage de la Mer Rouge um.:182 Richard Osborne hielt diese Fassung für „aufgedunsen und in mancher Beziehung unbefriedigend“. Dennoch wurde sie schnell international populär:56 und wurde in einer Rückübersetzung ins Italienische bei fast allen Aufführungen zwischen 1827 und 1981 verwendet. In vielen Fällen ist allerdings nicht gesichert, welche Fassung konkret gespielt wurde.:83
Die Oper spielt eine wesentliche Rolle in Honoré de Balzacs Novelle Massimilla Doni von 1837. Deren Charaktere reflektieren ihre Ängste vor dem Hintergrund einer Vorstellung im von den Österreichern besetzten Venedig von 1822.:91
Der Komponist Sigismund Thalberg schrieb um 1837 eine Fantasie op. 33 über Melodien aus der Oper, ein berühmtes Konzertstück.

## Aufnahmen
- Jahr unbekannt (1981?): Alfredo Lugano (Dirigent), Orchester und Chor der Radiotelevisione della Svizzera Italiana Lugano. James Loomis (Faraone), Margaret Tynes (Amaltea), Angelo Mori (Osiride), Adriana Maliponte (Elcìa), Carlo Gaifa (Mambre), Franco Ventriglia (Mosè), Hreinn Lindal (Aronne), Mila Cerdan (Amenofi). Radio.[15]:15931
- August 1981 (revidierte Fassung von 1819, vollständig, Opernwelt-CD-Tipp: „künstlerisch wertvoll“):[5] Claudio Scimone (Dirigent), Philharmonia Orchestra London, Ambrosian Opera Chorus. Siegmund Nimsgern (Faraone), Zehava Gal (Amaltea), Ernesto Palacio (Osiride), June Anderson (Elcìa), Keith Lewis (Mambre), Ruggero Raimondi (Mosè), Salvatore Fisichella (Aronne), Sandra Browne (Amenofi). Philips CD: 420 109 2, Philips CD: 412 548-2.[15]:15939
- 2. Juni 1988 (live aus Rom): Paolo Olmi (Dirigent), Orchester und Chor des Teatro dell’Opera di Roma. Simone Alaimo (Faraone), Jenny Drivala (Amaltea), Rockwell Blake (Osiride), Cecilia Gasdia (Elcìa), Fernando Iacopucci (Mambre), Ruggero Raimondi (Mosè), Ezio di Cesare (Aronne), Gloria Scalchi (Amenofi). Lyric Distribution ALD 1003.[15]:15941
- Dezember 1993 (auch Video, live aus Neapel): Salvatore Accardo (Dirigent), Orchester und Chor des Teatro San Carlo Neapel. Michele Pertusi (Faraone), Gloria Scalchi (Amaltea), Rockwell Blake (Osiride), Mariella Devia (Elcìa), Enrico Cossutta (Mambre), Roberto Scianduzzi (Mosè), Ezio di Cesare (Aronne), Antonella Trevisan (Amenofi). Legato Classics ALD 4580 (2 MC), House of Opera DVDBB 2113 (1 DVD), Charles Handelman – Live Opera 09429 (1 VC).[15]:15944
- Juli 2006 (live vom Festival Rossini in Wildbad, mit der Arie des Faraone von Michele Carafa): Antonino Fogliani (Dirigent), Württembergische Philharmonie Reutlingen, Chor des Conservatorio San Pietro a Majella Neapel. Wojtek Gierlach (Faraone), Rossella Bevacqua (Amaltea), Filippo Adami (Osiride), Julija Samsonova (Elcìa), Giuseppe Fedeli (Mambre), Lorenzo Regazzo (Mosè), Giorgio Trucco (Aronne), Karen Bandelow (Amenofi). Naxos CD i.v.[15]:15949
- August 2011 (Video, live vom Rossini Opera Festival Pesaro): Roberto Abbado (Dirigent), Graham Vick (Regie), Orchester und Chor des Teatro Comunale di Bologna. Alex Esposito (Faraone), Olga Senderskaya (Amaltea), Dmitry Korchak (Osiride), Sonia Ganassi (Elcìa), Enea Scala (Mambre), Riccardo Zanellato (Mosè), Yijie Shi (Aronne), Chiara Amarù (Amenofi). Opus Arte OA1093D (1 DVD), Opus Arte  OABD7112D (1 BR).[16]

Zu den Aufnahmen der überarbeiteten französischen Fassung von 1827 und deren italienischer Rückübersetzung siehe Moïse et Pharaon.